# Senshū-Universität

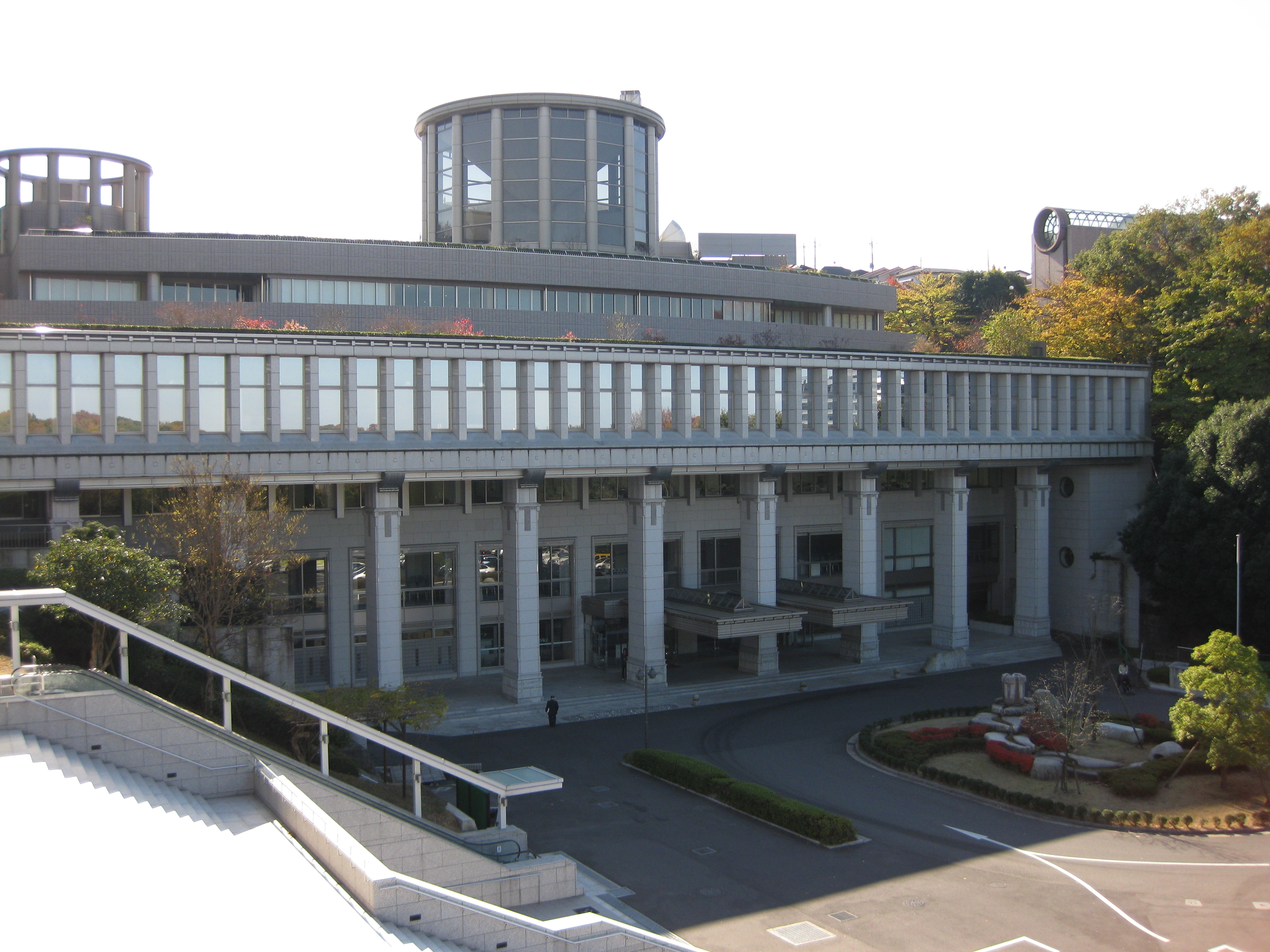
Ikuta-Campus

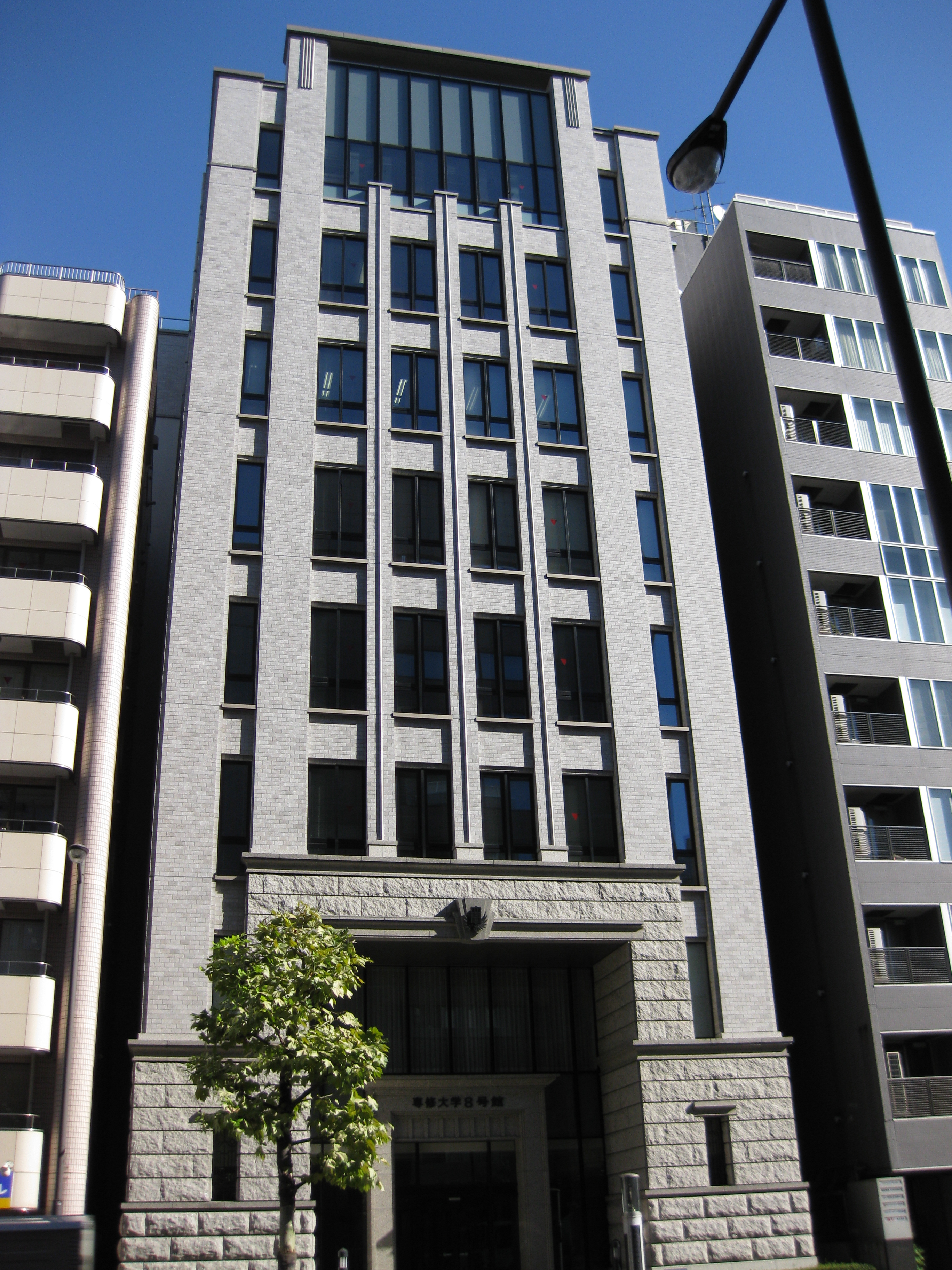
Law School im Kanda-Campus

Die Senshū-Universität (jap. 専修大学, Senshū daigaku, kurz: Sendai (専大)) ist eine private Universität in Japan. Der Hauptcampus liegt in Kanda-Jimbō-chō, Chiyoda-ku in Tokio.

## Geschichte
Im September 1880 wurde die Senshū-Schule (専修学校, Senshū gakkō; der Name Senshū bedeutet „Spezialisierung [in einem Fachbereich]“), gegründet. Die Gründer waren vier Männer namens Nagatane Sōma (相馬 永胤, 1850–1924), Inajirō Tajiri (田尻 稲次郎, 1850–1923), Tanetarō Megata (目賀田 種太郎, 1853–1926) und Shigetada Komai (駒井 重格, 1853–1901), die in den Vereinigten Staaten studierten. Die Schule war die erste japanische private Wirtschafts- und Rechtsfachschule, die auf Japanisch lehrte. Damals lehrten die Professoren (O-yatoi gaikokujin) an der Universität Tokio auf europäischen Sprachen.
1885 wurde der heutige Kanda-Campus eröffnet, und die Schule zog aus Ginza nach Kanda um. 1893 wurde die Abteilung für Rechtswissenschaft geschlossen. Die Schule benannte sich 1913 in Shiritsu Senshū Daigaku (私立専修大学, dt. „Private Senshū-Hochschule“), 1919 in Senshū Daigaku um. 1922 erhielt sie den Universitätsstatus.
Die Universität hatte zuerst nur eine Fakultät (Wirtschaftswissenschaften). Sie fügte folgende  Fakultäten hinzu: Rechtswissenschaft (1927), Betriebswirtschaftslehre (1962), Handelswissenschaft (1965), Geisteswissenschaften (1966), Netzwerk und Informationswissenschaft (2001), und Humanwissenschaften (2010). 1949 wurde der größere Ikuta-Campus eröffnet, und heute liegen alle Fakultäten, außer Rechtswissenschaft und Abendkursen, im Ikuta-Campus. 1989 gründete die Körperschaft der Universität eine Schwesteruniversität in Ishinomaki in der Präfektur Miyagi – die Senshū-Universität Ishinomaki (石巻専修大学, Ishinomaki Senshū daigaku).

## Fakultäten
- Kanda-Campus (in Chiyoda, Tokio, 35° 41′ 47,9″ N, 139° 45′ 14,2″ OKoordinaten: 35° 41′ 47,9″ N, 139° 45′ 14,2″ O):
  - Fakultät für Rechtswissenschaft (2.–4. Jahrgangsstufe)
  - Abendkurse
    - Fakultät für Rechtswissenschaft
    - Fakultät für Volkswirtschaftslehre
    - Fakultät für Handelswissenschaft

- Ikuta-Campus (in Tama-ku, Kawasaki, Präfektur Kanagawa, 35° 36′ 30,3″ N, 139° 33′ 18,4″ O):
  - Fakultät für Rechtswissenschaft (1. Jahrgangsstufe)
  - Fakultät für Volkswirtschaftslehre
  - Fakultät für Betriebswirtschaftslehre
  - Fakultät für Handelswissenschaft
  - Fakultät für Geisteswissenschaften
  - Fakultät für Netzwerk und Informationswissenschaft
  - Fakultät für Humanwissenschaften